# Пиер Буржад
Пиер Буржад (на френски: Pierre Bourgeade) е френски драматург, поет, писател, режисьор, журналист, литературен критик и фотограф. Автор е на произведения в жанра социална драма, криминален роман, лирика, еротична литература и документалистика. Писал е и под псевдонимите Сабине дьо Суржи (Sabine de Surgis), Пиер Малан (Pierre Malan) и Джейд (Jade).

## Биография и творчество
Пиер Буржад е роден на 7 ноември 1927 г. в Морлан (малко селце, разположено в Атлантическите Пиренеи), Франция, в семейство на данъчен служител. Майка му е потомка на Жан Расин. Израства в Байон и Биариц. След завършване на образованието си първоначално става адвокат и държавен служител.
През 1966 г. е публикувана първата му книга с еротични новели „Безсмъртната“. Първият му роман „Розовата роза“ (La Rose rose) е издаден през 1968 г.
Автор е на над тридесет романа, поеми, есета и оперни либрета. Пише стихове, често еротични и винаги във форма от седем срички. Произведенията му са полиморфни, широко свързани с наследството на маркиз дьо Сад и Жорж Батай. Определян е като „скандален“ автор през 60-те години, разработвайки любимите си теми: история, велики съдби, секс и еротика, самота, невъзможност за опознаване. Бил е член на журито за наградата „Сад“.
Като фотограф снима основно голи тела, в черно и бяло. През 1990 г. получава награда за фотография в Монте Карло за „Черния квартал“.
Живее до смъртта си в Париж и Биариц. Пиер Буржад умира на 12 март 2009 г. в Лош, Франция. Погребан е в гробището „Монпарнас“.

## Произведения

### Самостоятелни романи
- La Rose rose (1968)[1][3][2]
- New York Party (1969)
- L'Aurore boréale (1973)
- L'Armoire (1977)
Гардеробът, изд. „Леге Артис“ Плевен (2004), прев. Зорница Китинска
- Une ville grise (1978) – награда „Макс Барту“ на Френската академия
- Le Camp (1979)
- Le Football, c'est la guerre poursuivie par d'autres moyens (1981)
- Le Lac d'Orta (1981)
- Les Serpents (1983) – награда „Мотар“
- La Fin du monde (1984)
- La Femme sans visage (1984) – като Сабине дьо Суржи
- Mémoires de Judas (1985)
- Sade, Sainte Thérèse (1987)
- L'Empire des livres (1989)
- La Nature du roman (1993)
- Les Âmes juives (1998)
- Warum (1999)
- L'Éternel mirage (2001)
- L'Horloge, édition tête-bêche avec le recueil de nouvelles Les Boxeurs (2003)
- Les Comédiens (2004)
- Le Diable (2009) – посмъртно
- Venezia (2014) – посмъртно

### Криминални романи
- La Rondelle (1986)[1][3][2]
- Pitbull (1998) – голямата награда „Пол-Февал“ за популярна литература
- Téléphone rose (1999)
- En avant les singes ! (2001)
- Gab save the Di (2001)
- Crashville (2004)
- Ramatuelle (2006)
- Ça n'arrive qu'aux mourants (2008)

### Пиеси
- Les Immortelles (1968)[1][3]
- Deutsches Requiem (1973)
- Orden (1975)
- Étoiles rouges (1977)
- Le Procès de Charles Baudelaire suivi de Palazzo Mentale et de Fragments pour Guevara (1980)
- Le Camp (1989)
- L'Autorisation (1995)
- Erzébet Bathory (1998)
- Berlin 9 novembre (2002)
- Charenton. In Les Comédiens (2004)

### Поезия
- A. noir, corset velu (1972)[1]
- Hanthologie pour Henri Maccheroni (1979)
- Ultimum moriens (1984)
- Crânes (1995)
- Ô, plein de strideurs étranges (2004)

### Сборници
- Les Immortelles (1966)[1][3]
Безсмъртната, изд. „Леге артис“ Плевен (2000), прев. Зорница Китинска
- Éros mécanique (1995)
- Cybersex et autres nouvelles (1997)
- L'Argent (1998)
- L'Autre face (2000) – с Мари Л.
- Les Boxeurs (2003)
- Rêves de femmes (2007)
- Animamours (2008)

### Екранизации
- 1986 Léon Blum à l'échelle humaine
- 1990 Quartier nègre
- 2003 L'Écrivain et son chien
- 2005 Médor et Baudelaire